# Blue Moon Rising
Blue Moon Rising es un documental deportivo británico estrenado el 17 de septiembre de 2010. El título de la película es un juego de palabras que hace referencia al himno de los fanáticos del Manchester City, "Blue Moon", y narra la suerte del Manchester City Football Club durante la temporada de fútbol 2009-2010 con la visión de los seguidores del Manchester City. Filmado y producido por Endemol en conjunto con el club, presenta entrevistas exclusivas con el personal, jugadores, miembros de la junta directiva y fanáticos durante toda la temporada.
El primer tráiler se dio a conocer en agosto de 2010 y la película se estrenará gradualmente en cines semanalmente en diferentes cines de todo el Reino Unido a partir de la semana que comienza el 17 de septiembre de 2010. La película recibió reacciones encontradas por parte de los críticos, y algunos citaron valores de producción muy sólidos y una representación realista y humorística de los aficionados al fútbol y accesibilidad de visualización para todos los aficionados al fútbol, independientemente de su lealtad.

## Sinopsis
La película sigue al Manchester City tras la adquisición del club por parte de Sheikh Mansour durante la temporada 2009-2010, capturando sus emociones en la victoria y la derrota. Si bien el documental también brindará una visión de "acceso a todas las áreas" del Manchester City Football Club, incluidas imágenes del vestuario, la sala de juntas y las casas de los jugadores, como Carlos Tévez, con entrevistas exclusivas en profundidad del presidente Khaldoon Al Mubarak y el entrenador Roberto Mancini.

### Partidarios
Aunque la película repasa los altibajos de la temporada 2009-10 y la transformación del club desde septiembre de 2008, la película pone gran énfasis en los seguidores del Manchester City y lo que significa ser un seguidor del fútbol. La película documenta a un grupo de fanáticos del Manchester City mientras siguen a su equipo por todo el país en su Renault Espace de 1995 apodado "Helios".

## Producción
La película está en conjunto con el Manchester City aumentando su perfil de marca y se creía que originalmente era un documental de televisión. El club también quería producir algo diferente en lugar de un DVD de final de temporada, a menudo a medio hacer, que es común en todos los clubes de fútbol de Inglaterra. La película ha sido producida por cineastas británicos, con el ganador del premio BAFTA Stewart Sugg dirigiendo la película durante toda la temporada.

## Estreno
El estreno de la película estaba originalmente previsto para el verano de 2010, pero se retrasó hasta el otoño de 2010. Endemol Worldwide Distribution se encarga de la distribución de TV y DVD tras su agotamiento en la pantalla grande. La película se estrenó en Manchester Printworks el 10 de septiembre de 2010.
El primer tráiler se presentó en agosto de 2010 y la película se estrenaría gradualmente semanalmente en diferentes cines del Reino Unido a partir de la semana que comienza el 17 de septiembre de 2010. La película tuvo su estreno general a partir del 8 de noviembre de 2010.
La película se estrenó en DVD y Blu-ray el 8 de noviembre de 2010. Llegó al puesto número 1 en las listas de DVD deportivos y posteriormente permaneció entre los 10 primeros durante diez semanas.